# Jerzy Bralczyk
Jerzy Bralczyk (ur. 23 maja 1947 w Ciechanowie) – polski językoznawca, profesor nauk humanistycznych, polonista specjalizujący się w języku mediów, reklamy i polityki, a także popularyzator wiedzy o języku, wpływowy gramatyk normatywny i autorytet preskrypcyjny. Wiceprzewodniczący Rady Języka Polskiego, wykładowca Uniwersytetu Warszawskiego i Uniwersytetu SWPS.

## Życiorys
Jest absolwentem I Liceum Ogólnokształcącego w Ciechanowie. Doktoryzował się w 1973, habilitował – w 1986, a tytuł profesorski uzyskał w 2000. Był wykładowcą w Instytucie Dziennikarstwa Uniwersytetu Warszawskiego, Uniwersytecie SWPS w Warszawie, gdzie pełnił także funkcję prorektora i Wyższej Szkole Informatyki i Zarządzania w Rzeszowie. Wykładał retorykę na Uniwersytecie Jagiellońskim.
W 1982 pracował w Ośrodku Badań Prasoznawczych w Krakowie. W latach 1991–1992 był redaktorem naczelnym dziennika ilustrowanego „Glob24”.
Od 1996 jest członkiem Rady Języka Polskiego, a od 2003 zasiada w jej prezydium, przy czym w 2007 został jej wiceprzewodniczącym. Jest współodpowiedzialny m.in. za wszystkie uchwały ortograficzne Rady. Jest także członkiem Polskiego Towarzystwa Językoznawczego, Komitetu Językoznawstwa PAN, Rady Etyki i Ładu Informacyjnego przy Giełdzie Papierów Wartościowych w Warszawie i Collegium Invisibile. W swojej działalności reprezentuje preskryptywne podejście do języka.
W latach 2001–2007 prowadził cotygodniowy program Mówi się w TVP Polonia, a w latach 2008–2009 – program Na słówko w TVN Lingua). W Polskim Radiu prowadzi codzienną audycję Słowo o słowie. Od 1 września 2020 do 26 lutego 2021 prowadził autorską audycję Słowo się rzekło w Radiu Pogoda. W lutym 2021 został felietonistą Radia Nowy Świat, występuje w programie Poranna Manna Wojciecha i Marcina Mannów. W lipcu 2024 pod wpływem oferty ze strony Telewizji Polskiej zrezygnował z planowanego cyklu autorskiego w Kanale Zero; od września 2024 prowadzi z Katarzyną Kasią program „Jak to się mówi – Kasia u Bralczyka” w TVP2.
Pisze felietony dla miesięcznika „Wiedza i Życie”. Układa lub prowadzi ogólnopolskie i regionalne dyktanda w radiu i telewizji.
Wystąpił gościnnie w filmie Wtorek (2001) Witolda Adamka. Wziął udział w nagraniu utworu „Konkubinat” umieszczonym na albumie Maty pt. 100 dni do matury (2020).

## Życie prywatne
Jak sam deklaruje, ze względów proceduralnych został zapisany jako urodzony 5 czerwca w miejscowości Kobylino. Jest synem Tadeusza (1918–1996) i Jadwigi z domu Gołaszewskiej (1918–1998). Kolekcjonuje różne wydania i przekłady Pana Tadeusza oraz podręczniki dobrego zachowania i mówienia.

### Poglądy polityczne
Deklaruje lewicowe poglądy polityczne. Przed wyborami parlamentarnymi w 2023 udzielił poparcia kandydatce startującej z listy KW Nowej Lewicy, Dorocie Olko.

## Publikacje
Bralczyk opublikował ponad 20 książek na przestrzeni ponad 30 lat:
- 1984: O języku polskiej propagandy politycznej lat siedemdziesiątych, Warszawa.
- 1984: Przestrogi i porady językowe dla dziennikarzy, Warszawa.
- 1996: Język na sprzedaż, Warszawa.
- 2001: Mówi się. Porady językowe profesora Bralczyka, Warszawa.
- 2004: O języku polskiej polityki lat osiemdziesiątych i dziewięćdziesiątych.
- 2004: Leksykon zdań polskich, Warszawa.
- 2004: Mój język prywatny, Warszawa, Wydawnictwo Iskry.
- 2005: Leksykon nowych zdań polskich, Warszawa.
- 2006: Polak potrafi: przysłowia, hasła i inne polskie zdania osobne, Warszawa.
- 2007: 444 zdania polskie, Warszawa.
- 2007: Nowe słowa, Warszawa.
- 2007: O języku propagandy i polityki, Warszawa.
- 2008: Porzekadła na każdy dzień, Warszawa.
- 2009: Świat przez słowa, Warszawa.
- 2009: Słowo o słowie: porady językowe profesora Bralczyka, Warszawa.
- 2009: Mówi się: poradnik językowy profesora Bralczyka, Warszawa.
- 2012: ...Kiełbasa i sznurek, Warszawa (wraz z Michałem Ogórkiem).
- 2014: Jeść, wyd. BoSz, Olszanica.
- 2015: 500 zdań polskich, Warszawa.
- 2015: Na drugie Stanisław: nowa księga imion, Warszawa (wraz z Michałem Ogórkiem).
- 2016: W drogę, wyd. BoSz, Olszanica.
- 2016: Trzy po 33, Warszawa (wspólnie z profesorami Miodkiem i Markowskim).
- 2017: Wszystko zależy od przyimka, Warszawa (wspólnie z profesorami Miodkiem i Markowskim).
- 2017: Rozmowy przy stole, Olszanica (wspólnie z Katarzyną Lengren i Jackiem Wasilewskim).
- 2017: 1000 słów, Warszawa.
- 2018: Pokochawszy. Miłość w języku, Warszawa (wspólnie z żoną, Lucyną Kirwil, w rozmowie z Karoliną Oponowicz).
- 2019: Zwierzyniec, Warszawa.
- 2020: Do domu!!!, wyd. BoSz, Olszanica.
- 2021: Porzekadła, wyd. BoSz, Olszanica.
- 2022: Strach się bać, wyd. BoSz, Olszanica.

## Kursy on-line
W latach 2021–2022 nagrał 2 szkolenia on-line:
- 2021: Jak dobrze mówić?, wyd. EUPHIRE[26].
- 2022: Perswazja i manipulacja, wyd. EUPHIRE[27].

## Ordery i odznaczenia
- 1988: Złoty Krzyż Zasługi
- 1997: Krzyż Oficerski Orderu Odrodzenia Polski[28]
- 2013: Srebrny Medal „Zasłużony Kulturze Gloria Artis”[29]
- 2020: Laureat Złotego artKciuka 2020 przyznawanego na Interdyscyplinarnym Festiwalu Sztuk Miasto Gwiazd[30]